# Madona cu fus
Madona cu fus este titlul dat celor două picturi realizate de Leonardo da Vinci în 1501. 